# Франц Риклин
Франц Риклин (на немски: Franz Riklin) е швейцарски психиатър.

## Биография
Роден е на 22 април 1878 година в Швейцария. В началото на кариерата си работи в болницата Бургхьолцли в Цюрих под ръководството на Ойген Блойлер. Изучава експериментална психология с Емил Крепелин и Густав Ашафенбург в Хайделберг. В началото на 1904 е лекар в психиатричната клиника в Рейнау. През 1910 г. става първият секретар на Международната психоаналитична асоциация.
Риклин е запомнен със сътрудничеството си с Карл Юнг за тестовете за асоциации с думи. През 1905 г. трактата „Experimentelle Untersuchungen über die Assoziationen Gesunder“ е публикуван в резултат на техните изследвания. Друга важна работа на Риклин е „Wunscherfüllung und Symbolik im Märchen“ (Изпълнението на желания и символизма в приказките).
Умира на 4 декември 1938 година на 60-годишна възраст.